# メレンキ
座標: 北緯55度20分 東経41度38分 / 北緯55.333度 東経41.633度

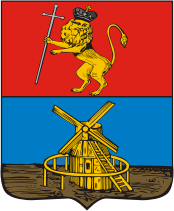
メレンキの紋章

メレンキ（ロシア語: Меленки；Melenki）はロシア連邦ヴラジーミル州の南東部にある都市。メシュチョラ低地の東部にあり、オカ川の支流ウンジャ川（Унжа）に沿っている。州都ウラジーミルからは南東へ150km。人口は13,407人（2023年国勢調査）。メレンコフスキー地区の中心地である。
メレンキは18世紀初頭、ロシアの帝室の所領の村として大きくなり始めた。名前は近くにあるメレンカ川という小川に由来し、川の名は「風車」を意味するメルニツァに由来する。風車は町の紋章にも描かれている。1778年には市の地位を得ている。
メレンキには繊維工場のほか軽工業、機械工業、食品工業、建材業などの工場が立地する。メレンキにはモスクワ-アルザマス-カザンを結ぶ鉄道本線からの支線の終点があるほか、モスクワ-ムーロム-パヴロヴォ-ニジニ・ノヴゴロドを結ぶ国道125号線が通る。